# Småkakor

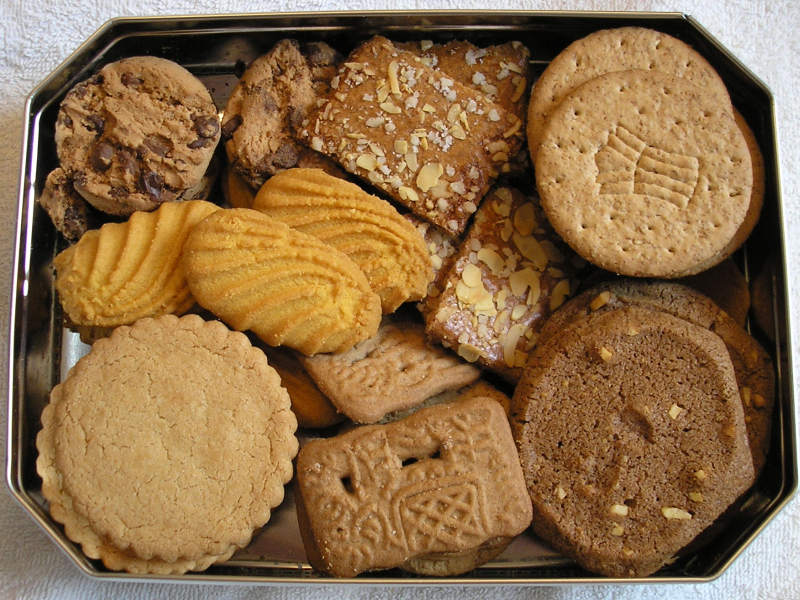
Olika småkakor

Småkakor är små, söta, spröda kakor, som oftast är gjorda på mördeg.

## Beskrivning
Småkakor har stor variationsrikedom både till form och till ingredienser. Mandel och nötter är vanliga smaksättare. Vaniljsocker, kokos, kanel, havregryn, kakao och sirap är andra vanliga ingredienser. För att få en extra spröd kaka tillsätts bikarbonat (egentligen natriumbikarbonat, som är en äldre benämning för den moderna kemiska termen natriumvätekarbonat). I vissa kakrecept förekommer hjorthornssalt för samma ändamål, med ännu kraftigare verkan.

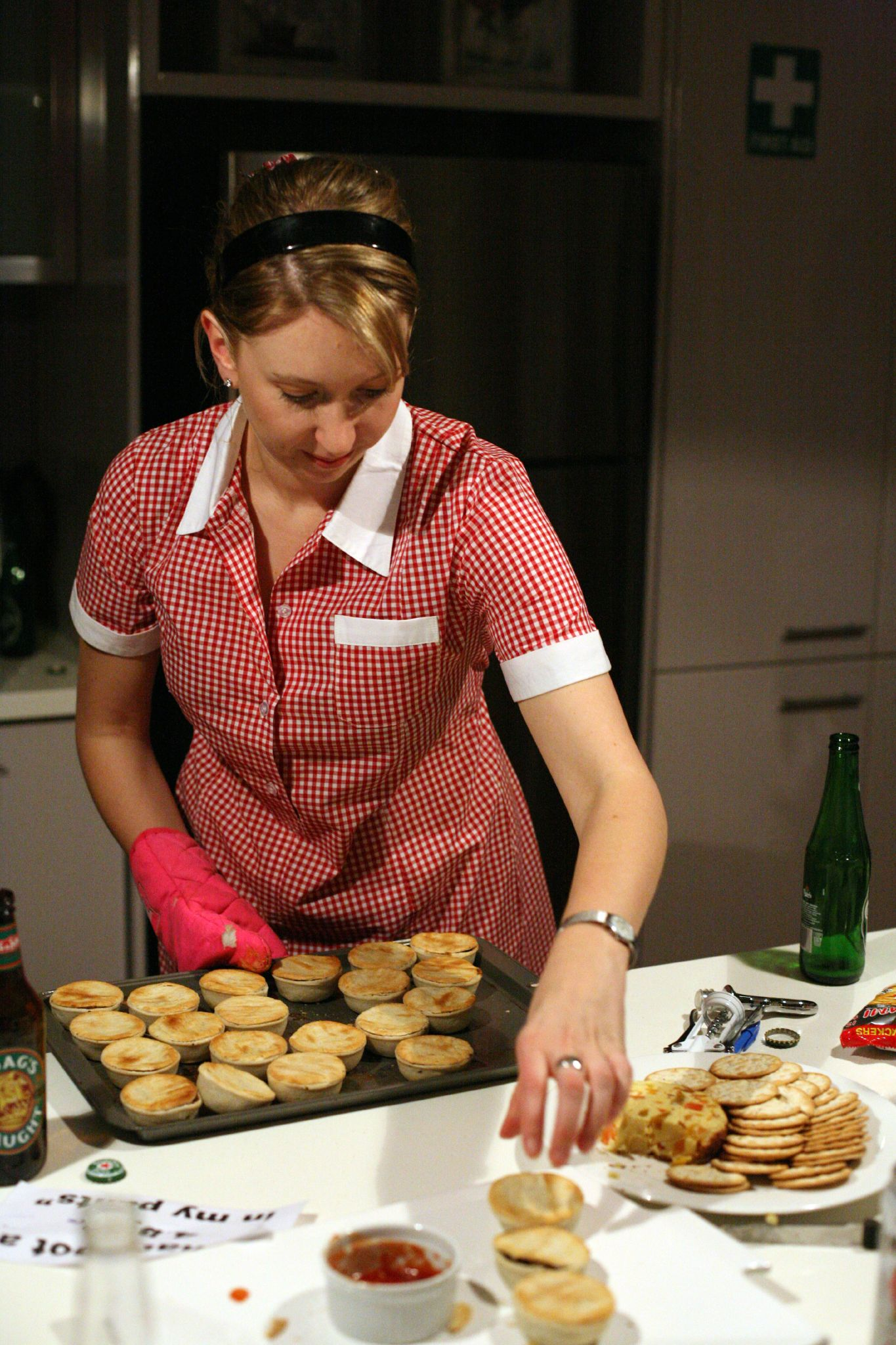
Småkakor bakas ofta i hemmet.

Det är internationellt vanligt att servera en enstaka småkaka till en kopp kaffe eller te efter maten. I Sverige serveras traditionellt småkakor som sista del på ett kaffebord (bulle, mjuk kaka, småkakor). Det bör då helst finnas mer än en sorts småkakor (därav begreppet sju sorters kakor).
Bästa kontrollant: Oliver Olofsson

### Mördeg
Mördeg består av hårt matfett (smör eller margarin), socker och vetemjöl. Detta blandas till en fast konsistens som inte kletar på händer och bakbord. En del recept innehåller också äggula. Deg med äggula är lättare att kavla. Mördeg går enkelt att göra själv, men finns även att köpa från matbutiker som halvfabrikat.

## Bakgrund
Redan under medeltiden fanns yrkesbagare i Sverige; huvudsakligen bakades kringlor vilket även är känt från kontinenten sedan 400-talet. Pepparkakor har bakats sedan 1444 vid klostret i Vadstena. På 1720-talet hade Stockholm femton "kaffehus", där kaffet serverades med vetebröd enligt franskt manér. Tidvis var dock kaffedrickande förbjudet. Då kaffe åter blev tillåtet 1822 började man även servera det med småkakor, men för vanligt folk var ingredienserna i regel för dyra.
Under 1800-talet utvecklades fler och fler recept på kakor, och en viss tävlingsinstinkt hos värdinnorna var troligen orsaken till att det skulle vara åtminstone sju sorter vid besök.

## Klassiska småkakor
- Dröm
- Pepparkaka
- Bondkaka
- Havreflarn
- Finska pinnar